# It's Made Me Cry
It's Made Me Cry är den andra EP-skivan av Magnolia Electric Co., utgiven 2009.

## Låtlista
1. "It's Made Me Cry" - 1:15
2. "Protection Spell" - 2:37
3. "Rock of Ages" - 1:24
4. "The Compass, the Candle, the Bell" - 1:05